# Sorbonne (gebouw)

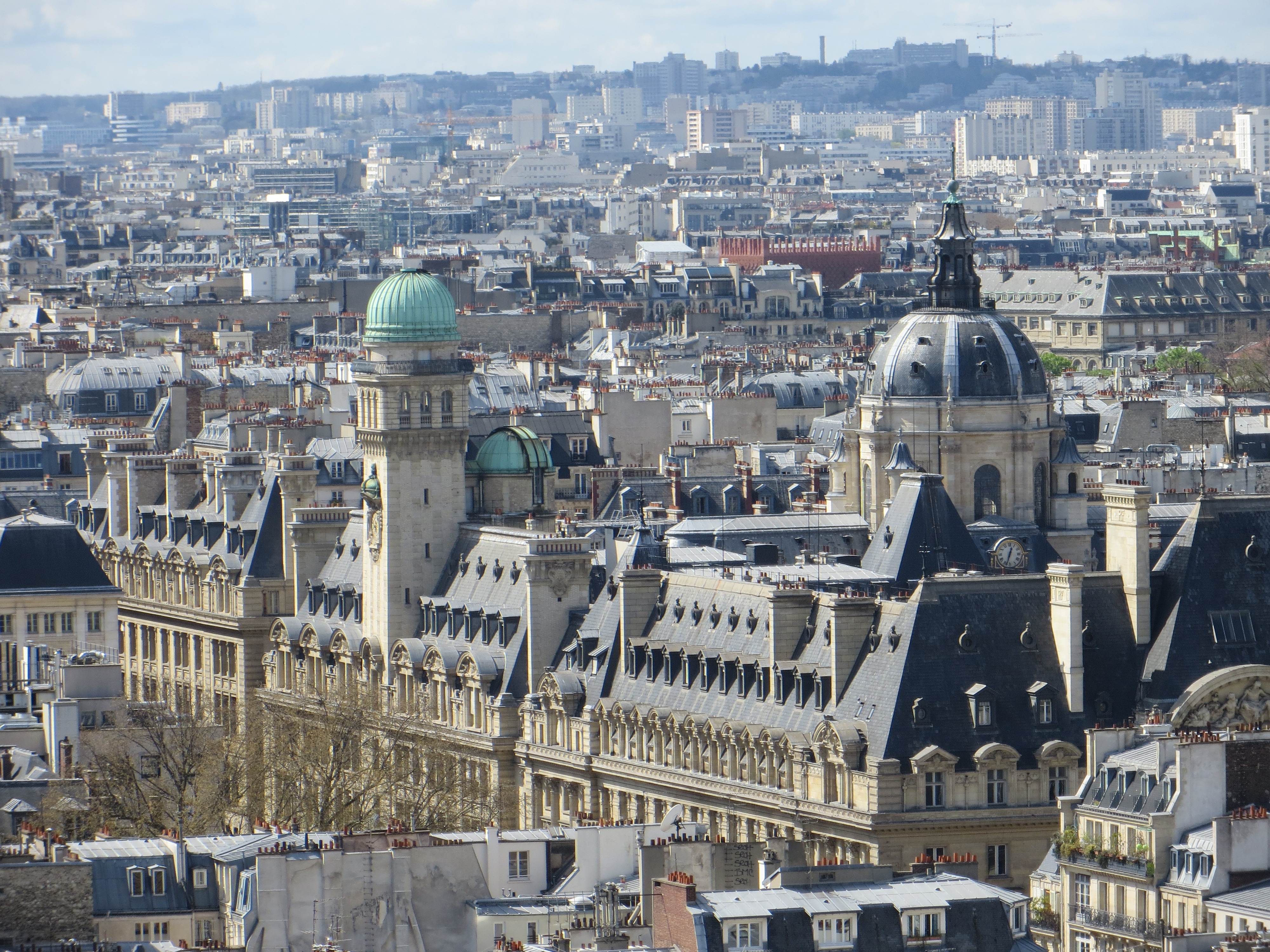
De Sorbonne in Parijs

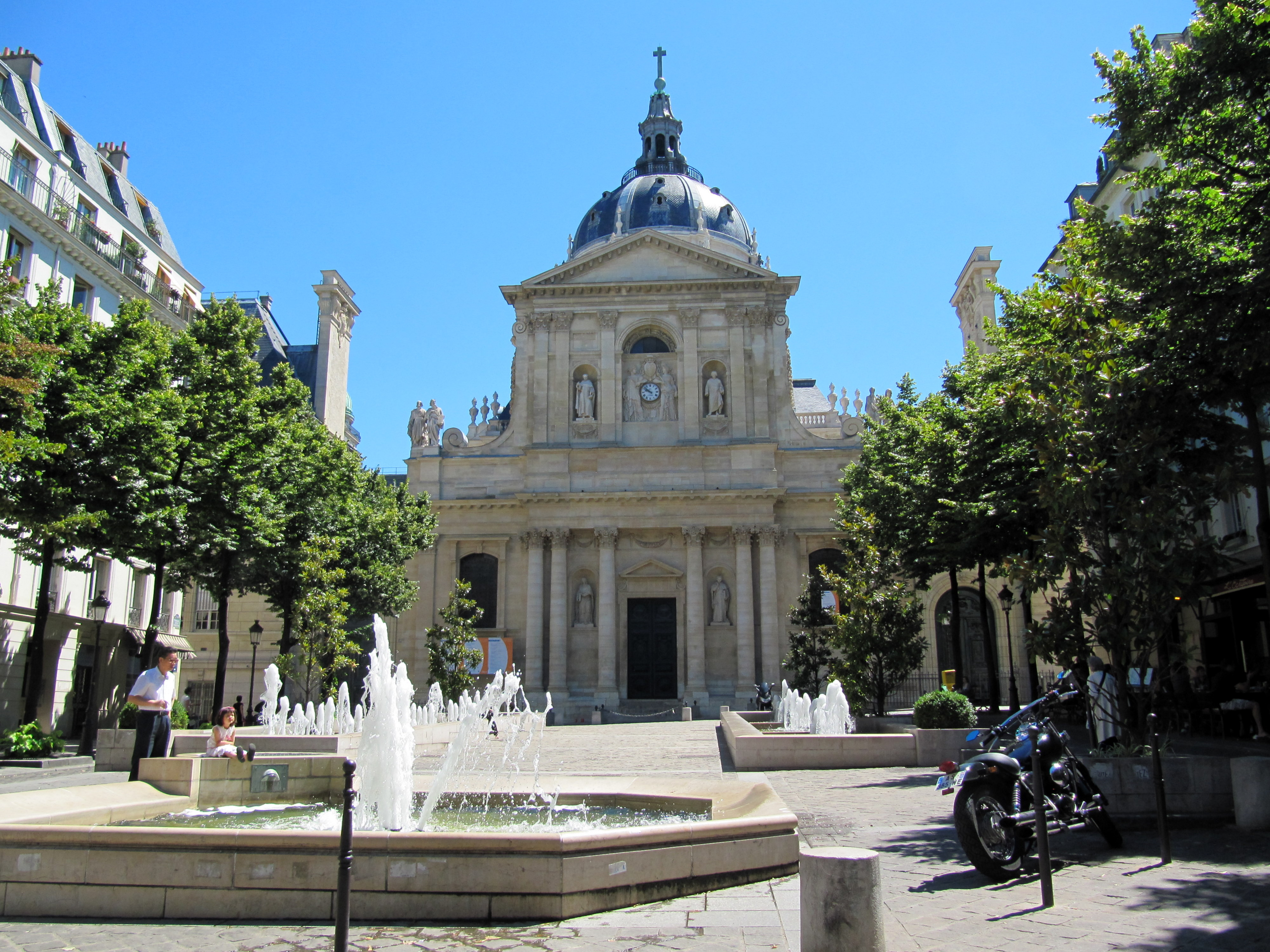
Kapel Sainte-Ursule

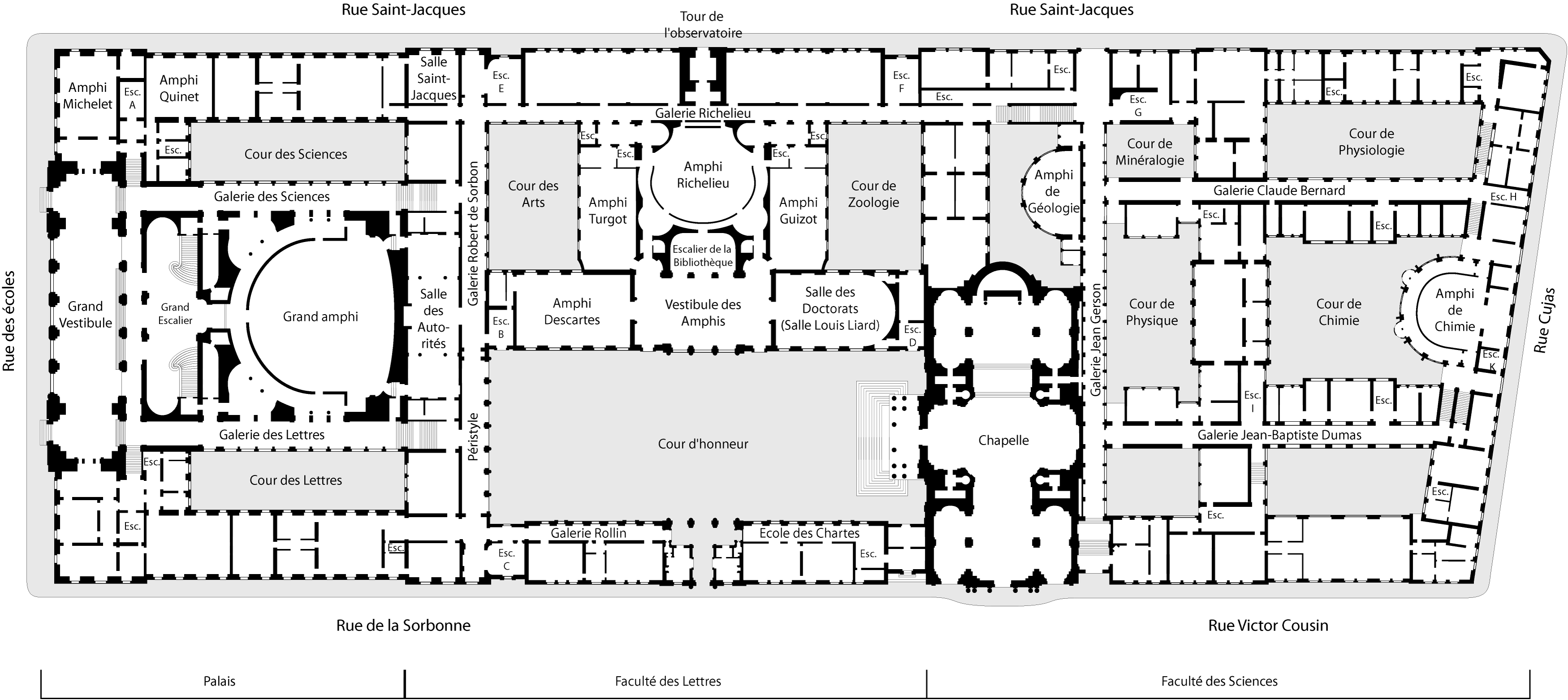
Plan van de Sorbonne

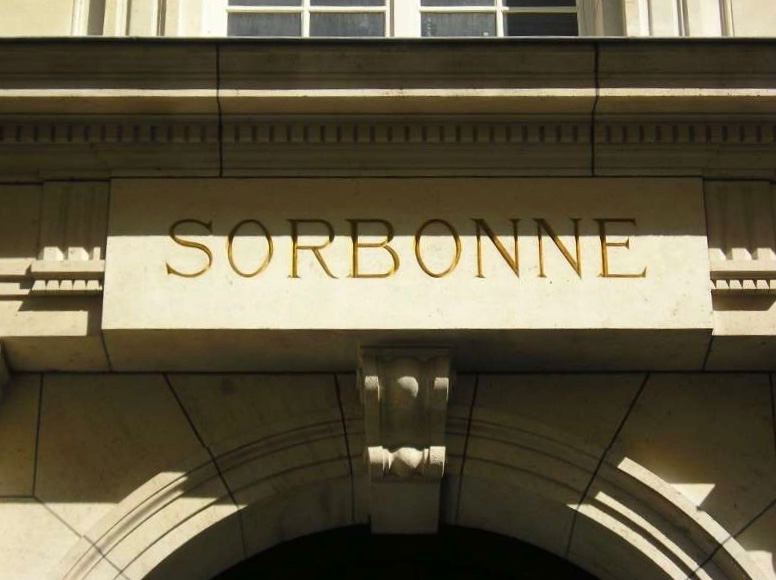
Inscriptie boven de ingang

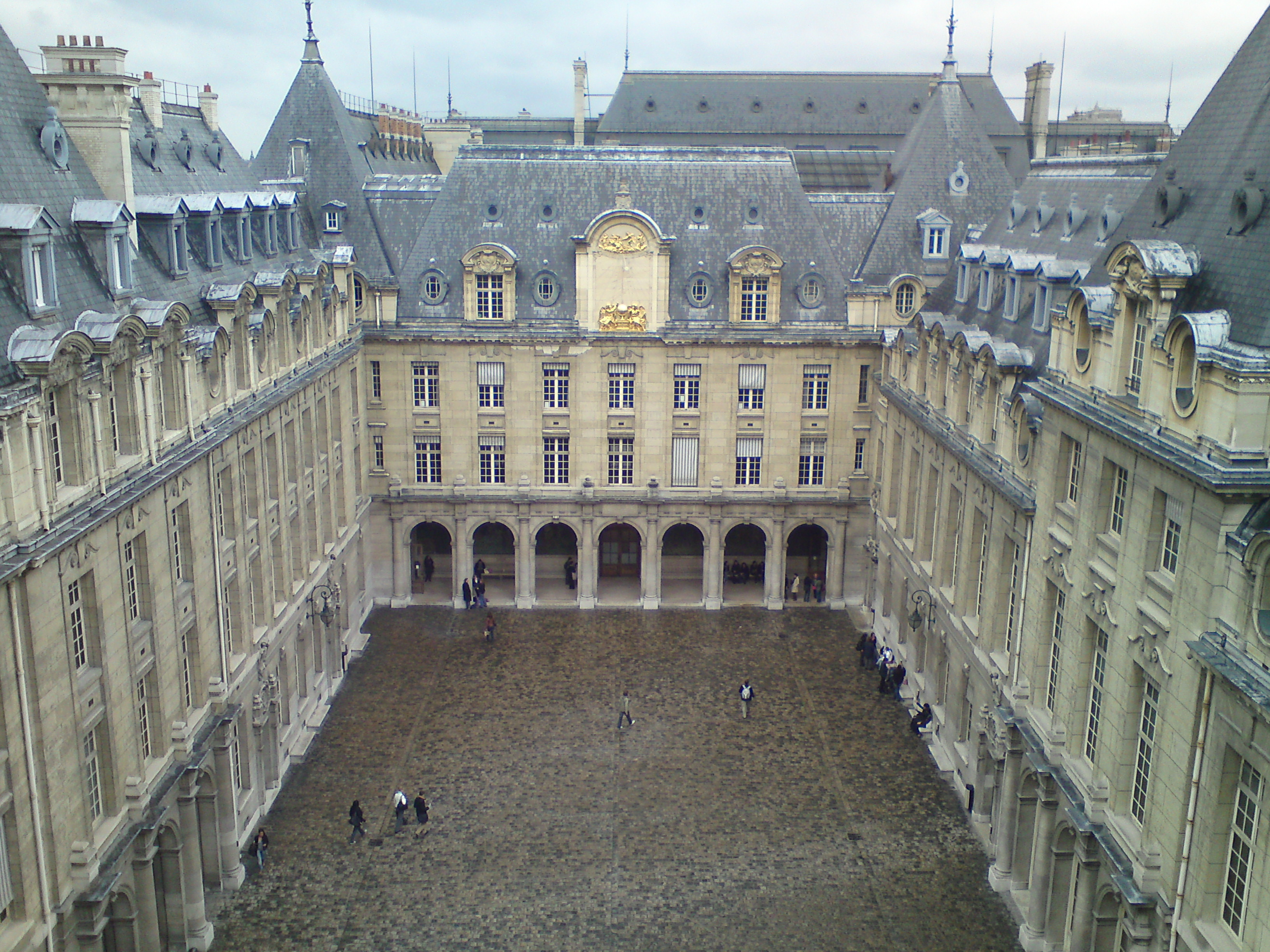
Binnenhof (2010)

De Sorbonne is een gebouw in het Quartier Latin in het 5e arrondissement van Parijs.
Het gebouw was het hoofdgebouw van de voormalige Universiteit van Parijs, en huisvest vandaag de dag enkele instellingen voor hoger onderwijs en onderzoeksinstituten, zoals de Universiteit Parijs 1 Panthéon-Sorbonne, Sorbonne Nouvelle-universiteit, Paris Descartes-universiteit, het École Nationale des Chartes en de École pratique des hautes études.
De naam is afgeleid van het Collège de Sorbonne, opgericht in 1257 door Robert de Sorbon. Dit was een van de eerste belangrijke colleges van de middeleeuwse Universiteit van Parijs. De naam Sorbonne werd dan ook als synoniem voor de Universiteit van Parijs gebruikt. In de 16e eeuw was de Sorbonne het toneel van een strijd tussen katholieken en protestanten, daar de universiteit grotendeels onder katholieke invloed stond. Het Collège de Sorbonne werd tijdens de Franse Revolutie gesloten maar nadien heropend door Napoleon Bonaparte. In 1882 sloot het college zijn deuren.
De voormalige Sint-Ursulakapel is het meest karakteristieke gedeelte van het gebouwencomplex, en deze kapel waarvan de bouw in 1642 werd voltooid, geeft ook uit op de Place de Sorbonne. De ontwijding van de kapel vond plaats in 1905 volgend uit de Franse wetgeving over scheiding van kerk en staat, sindsdien is de kapel een ruimte voor recepties en tentoonstellingen. De kapel werd geklasseerd als monument historique op 10 februari 1887, het geheel van het uitzicht van de gebouwen van de Sorbonne (de externe gevels en daken) volgde op 30 september 1975.